# 郭國全
郭國全，BBS，JP，前香港政府經濟顧問，任期由2004年10月11日至2008年10月31日。 帶領香港政府經濟分析及方便營商處，向官方分析及提供意見，改善政府在協助方便營商這方面的工作。

## 個人歷史

### 學歷
軒尼斯道官立小學(小學)，香港皇仁書院(中學)，香港大學經濟及統計學學士，1984年香港中文大學哲學碩士(經濟學)、1986年香港大學公共行政學碩士學位。

### 職務
1985年曾任香港政府經濟師，1991年渣打銀行東亞地區總經濟師。 
之前，也曾出任香港匯豐銀行及香港銀行業監理處的高級經濟師職位。現任香港大學經濟金融學院名譽高級研究員。